# Salsa mala
La salsa mala (in cinese 麻辣) è una famosa salsa cinese speziata e intorpidente (parestesia) composta dal pepe del Sichuan e altre spezie fatto bollire con olio.

## Etimologia
Il termine málà è una combinazione di due caratteri cinesi: "intorpidente" (麻) e "piccante" (辣), 
riferendosi alla sensazione che provoca in bocca. L'intorpidimento è causato dal pepe del Sichuan che contiene un 3% di alfa-idrossi sanshool, una sostanza che tramite la stimolazione di alcuni recettori sensoriali può simulare la sensazione di una leggera scossa elettrica. La ricetta usa spesso peperoncini rossi essiccati che sono meno piccanti del peperoncino tailandese, molto più diffuso nella cucina del Sud-Est asiatico.

## Utilizzo e diffusione
Considerata come un piatto regionale della cucina del Sichuan, la salsa mala è diventata una delle salse più popolari nella cucina cinese e ha generato molte varianti regionali. Viene spesso utilizzata per condire piatti cotti nel barbecue.